# Lionel Davoust
Œuvres principales
- Port d'Âmes (2015)
- Trilogie Léviathan (2011-2013)
- La Volonté du dragon (2010)

Lionel Davoust (prononcé en français : [ljɔ.nɛl da.vust]), né le 10 novembre 1978, est un écrivain et traducteur français.
Il est l'auteur d'une dizaine de romans et trentaine de nouvelles parues en revues, anthologies ou recueil, dans les domaines de la science-fiction, de la fantasy et du thriller.

## Biographie
Lionel Davoust a une formation d'ingénieur halieutique.
Lionel Davoust débute dans le fanzine Proscrit avant de se voir confier la direction littéraire de la revue de fantasy Asphodale des éditions Imaginaires Sans Frontières. Parallèlement, il délaisse complètement sa carrière scientifique au profit d'une carrière littéraire. Il devient traducteur pour les éditions L'Atalante, traduisant notamment Sean Russell, Bruce Holland Rogers ou certains livres de Terry Pratchett.
Il publie ses premières nouvelles dans le fanzine rennais Est-ce-F ? et dans la revue professionnelle Galaxies (« Tuning Jack », 2004). À partir de cette date, Lionel Davoust publie deux à trois nouvelles par an, dans des anthologies ou des revues, voire des podcasts (Utopod) pour sa nouvelle la plus remarquée, « L'Île close ». Celle-ci paraît aussi dans l'anthologie De Brocéliande en Avalon aux éditions Terre de Brume et obtient le Prix Imaginales 2009. Elle nest également traduite en anglais (États-Unis) pour l'anthologie Interfictions 2 (2009) dirigée par Delia Sherman et Christopher Barzak. 
En 2010, le succès se confirme pour Lionel Davoust puisqu'il publie en mars un premier roman remarqué aux éditions Critic : La Volonté du Dragon, situé dans l'univers d'Evanegyre, dont il avait donné un avant-goût dans la nouvelle « Bataille pour un souvenir ». La Volonté du Dragon est un succès critique et devient finaliste des prix Futuriales, Imaginales et Elbakin.net 2010. Dans cette high fantasy, Lionel Davoust narre l'invasion d'un petit royaume par un empire à la puissance technologique bien supérieure. S'ensuit une partie d'échecs à l'issue peu évidente…
En 2010 paraît aussi, en mai, son premier recueil de nouvelles aux éditions Black Coat Press : L'importance de ton regard, qui contient notamment « L'île Close ».
Léviathan : La Chute, premier volume d'une série de thrillers initiatiques, paraît en librairie en septembre 2011 chez l'éditeur Don Quichotte (Groupe Le Seuil), et le tome 2, Léviathan : La Nuit, en avril 2012. La conclusion de la trilogie, Léviathan : Le Pouvoir, est publiée en 2013. Ces romans appartiennent à l'univers "La Voie de la Main Gauche", auquel appartient également le recueil numérique Quatre Voies de la Main Gauche (ActuSF, 2015).
En 2014, Lionel Davoust annonce qu'il occupe le poste de compositeur et sound designer du jeune studio de jeu vidéo indépendant Ballistic Frogs, qui développe Psycho Starship Rampage, sous le nom Wildphinn. En 2014, il enrichit l'univers de son premier roman, Évanégyre, avec un recueil de nouvelles, La Route de la Conquête. En 2015, Port d'Âmes est un épais roman d'aventure et d'ascension sociale mâtiné d'amour, situé également dans cet univers ; la fidélité à soi, l'identité et la mémoire en sont les thèmes centraux.
Depuis 2016, il anime le podcast Procrastination en compagnie de Mélanie Fazi et Laurent Genefort. À partir de la saison 4, ce dernier est remplacé par Estelle Faye.
Après avoir longtemps vécu en Bretagne, Lionel Davoust réside à Melbourne (Australie). Il a séjourné à Paris, Québec, La Réunion, New Quay (Pays de Galles), Tobermory (Hébrides en Écosse) et Grundarfjörður (Islande).

## Œuvres

### Univers Évanégyre

#### Romans
- La Volonté du dragon[7], Critic, 2010, 176 p.  (ISBN 978-2-9534998-1-0)
- Port d'âmes[8], Critic, 2015, 544 p.  (ISBN 979-10-90648-50-0)Réédition[9], Gallimard, coll. « Folio SF » no 577, 2017, 688 p. (ISBN 978-2-07-079221-4)

#### Recueils de nouvelles
- La Route de la conquête[10], Critic, 2014, 448 p.  (ISBN 979-10-90648-31-9)
  - Au-delà des murs
  - Bataille pour un souvenir
  - La Fin de l'histoire
  - Le Guerrier au bord de la glace
  - Quelques grammes d'oubli sur la neige
  - La Route de la conquête

#### PentalogieLes Dieux sauvages
1. La Messagère du ciel[11], Critic, 2017, 688 p.  (ISBN 978-2-37579-006-9)Réédition, Gallimard, coll. « Folio SF » no 667, 2020, 848 p. (ISBN 978-2-07-279205-2)
2. Le Verrou du fleuve[12], Critic, 2018, 544 p.  (ISBN 978-2-37579-050-2)Réédition, Gallimard, coll. « Folio SF » no 680, 2021, 688 p. (ISBN 978-2-07-279210-6)
3. La Fureur de la terre[13], Critic, 2019, 816 p.  (ISBN 978-2-37579-112-7)Réédition, Gallimard, coll. « Folio SF » no 693, 2021, 1 056 p. (ISBN 978-2-07-279215-1)
4. L'Héritage de l'Empire[14], Critic, 2020, 780 p.  (ISBN 978-2-37579-118-9)Réédition en deux volumes, Gallimard, coll. « Folio SF » nos 707 et 708, 2022, 528 p. et 656 p. (ISBN 978-2-07-279220-5 et 978-2-07-298316-0)

### SérieLéviathan
1. La Chute[15], Don Quichotte, 2011, 408 p.  (ISBN 978-2-35949-009-1)Réédition[16], Points, 2013, 432 p. (ISBN 978-2-7578-3488-6)
2. La Nuit[17], Don Quichotte, 2012, 472 p.  (ISBN 978-2-35949-070-1)
3. Le Pouvoir[18], Don Quichotte, 2013, 544 p.  (ISBN 978-2-35949-142-5)

### Recueils de nouvelles
- L'Importance de ton regard[19], Rivière Blanche, 2010, 384 p.  (ISBN 978-1-935558-20-0)Réédition en version numérique[20], ActuSF, 2015, 439 p. (ISBN 978-2-36629-275-6)
  - L'Impassible Armada
  - Tuning Jack
  - Causes de la mort
  - Récital pour les hautes sphères
  - Regarde vers l'ouest
  - En attente de jugement
  - Le Joueur dans l'ombre
  - Personne ne l'a vraiment dit
  - Inventaire
  - Bataille pour un souvenir
  - Never Think of the Perfect Storm
  - Lions et Espadons
  - Devant
  - À la manière de
  - L'Île close
  - Nous sommes coatl
  - L'Importance de ton regard
  - Prière à Aarluk
- Une goutte de chaos dans l'amer[21], ActuSF, 2015  (ISBN 978-2-36629-305-0)
  - Derrière les barreaux
  - Gris sourire
  - Le Sang du large
- Quatre voies de la main gauche[22], ActuSF, 2015, 82 p.  (ISBN 978-2-36629-301-2)
  - Nuit de visitation
  - La Voie du Serpent
  - La Terre comme témoin
  - Regarde vers l'ouest
- Contes hybrides[23], 1115, 2020, 144 p.  (ISBN 979-10-97100-49-0)
  - Bienvenue à Magicland
  - Point de sauvegarde
  - Le Sang du large

### Nouvelles
- Tuning Jack, 2004Publiée dans Galaxies, no 34, 2004[24], republiée  en 2010 dans L’importance de ton regard (voir ci-dessus). Texte intégral disponible sur le site de l’auteur[25]. Finaliste du prix Rosny aîné 2005[26]
- L'Île close, 2008Publiée dans De Brocéliande en Avalon, Terre de Brume, 2008, 224 p. (ISBN 978-2-84362-377-6)[27]. Republiée en 2010 dans L’importance de ton regard (voir ci-dessus). Texte intégral disponible sur le site de l’auteur[25]. Prix Imaginales de la meilleure nouvelle 2009[28]
- Bataille pour un souvenir, 2009Publiée dans Identités aux éditions Glyphe en 2009
- L'Impassible Armada, 2009Publiée dans Rois & Capitaines aux éditions Mnémos en 2009
- Tegite Specula, 2010Publiée dans Flammagories, hommage à Nicholas Lens aux éditions Argemmios en 2010
- Les Questions dangereuses, 2011Publiée dans Dimension de Capes et d'Esprits - tome 2, Rivière blanche, 2011 (ISBN 978-2-36629-979-3), pp. 120-166[29]. Rééditée en 2019 dans la collection Hélios (ISBN 978-2-36629-979-3)[30] et par ActuSF en édition numérique  (ISBN 978-2-36629-303-6)[31]

### Essai
- Comment écrire de la fiction ?: Rêver, construire, terminer, Argyll, 2021

### Jeux
- 2004 : EW-System[32].

## Traductions
- La Science du Disque-Monde de Terry Pratchett (éditions L'Atalante, 2007) avec Patrick Couton.
- Le Compas de l'âme de Sean Russell (éditions L'Atalante, 2008).
- Sous les collines voûtées de Sean Russel (éditions L'Atalante, 2008).
- La Science du Disque-Monde II : Le Globe de Terry Pratchett (éditions L'Atalante, 2009) avec Patrick Couton.
- Immortel de Traci L. Slatton (éditions L'Atalante, 2010).
- Scinder le continuum de James Patrick Kelly, (Bragelonne, 2013).
- La Science du Disque-Monde III : L'Horloge de Darwin de Terry Pratchett (éditions L'Atalante, Nantes, 2014) avec Patrick Couton.
- La Science du Disque-Monde IV : Le Jugement dernier de Terry Pratchett (éditions L'Atalante, Nantes, 2015) avec Patrick Couton.

## Prix
- Prix Imaginales 2009 : L'île close (De Brocéliande en Avalon) - Nouvelle[33]
- Prix Exégète 2015 : La Route de la Conquête (éditions Critic) - Recueil[34]
- Prix Elbakin.net 2017 : La Messagère du Ciel (éditions Critic) - Roman français[35]

## Nominations
- Prix Rosny aîné 2005 : Tuning Jack (Galaxies no 34) 6 Nouvelle[36]
- GPI 2009 : L'île close (De Brocéliande en Avalon) - Nouvelle[37]
- Prix Imaginales 2010 : Tegite Specula (Flammagories) - Nouvelle
- Prix Imaginales 2010 : La Volonté du Dragon (éditions Critic) - Roman
- Prix Futuriales 2010 : La Volonté du Dragon (éditions Critic) - Roman
- Prix Elbakin.net 2010 : La Volonté du Dragon (éditions Critic) - Roman français
- Prix Elbakin.net 2015 : La Route de la Conquête (éditions Critic) - Roman français
- Prix Imaginales 2015 : La Route de la Conquête (éditions Critic) - Roman
- Prix Rosny Aîné 2015 : "La Route de la Conquête" (in La Route de la Conquête, éditions Critic) - Nouvelle[36]
- Prix Imaginales 2016 : Port d'Âmes (éditions Critic) - Roman
- Prix Imaginales des lycéens 2016 : Port d'Âmes (éditions Critic) - Roman
- Prix Elbakin.net 2016 : Port d'Âmes (éditions Critic) - Roman français